# Roquefort
Roquefort er en blåskimmelost opkaldt efter den franske by Roquefort-sur-Soulzon. Roquefortostens historie kan spores tilbage til år 79 e.Kr.
Roquefort modnes ved hjælp af en blå skimmelsvamp, der tilsættes den upasteuriserede fåremælk samtidigt med osteløben. Den gennemstikkes, så luft kan trænge ind, og skimmelsvampen kan udvikles. Derefter lagres den i klippegrotter. Klimaet i grotterne er helt specielt med en høj og stabilluftfugtighed på 95 % og kølig luft, der siver ind gennem 100 meter lang, smalle sprækker op til jordoverfladen, kaldet “fleurines”. Luften, der siver ind, har en temperatur på 8-9 grader.
Roquefort er en anerkendt ost, der pirrer smagsløgene med sin salte og skarpe smag.